# Edutus Egyetem
Az Edutus Egyetem (röviden: Edutus) a Modern Üzleti Tudományok Főiskolája és a Harsányi János Főiskola összeolvadásával létrejött felsőoktatási intézmény.
Az Edutus Egyetem fő törekvése, hogy a közoktatási és a vállalati szférával való kapcsolatok szorosabbra fűzésével és az együttműködés új útjainak kiépítésével megerősítse „tudásközpont” jellegét, hogy szolgáltatásaival képes legyen elősegíteni a térség versenyképességét.

## Történet

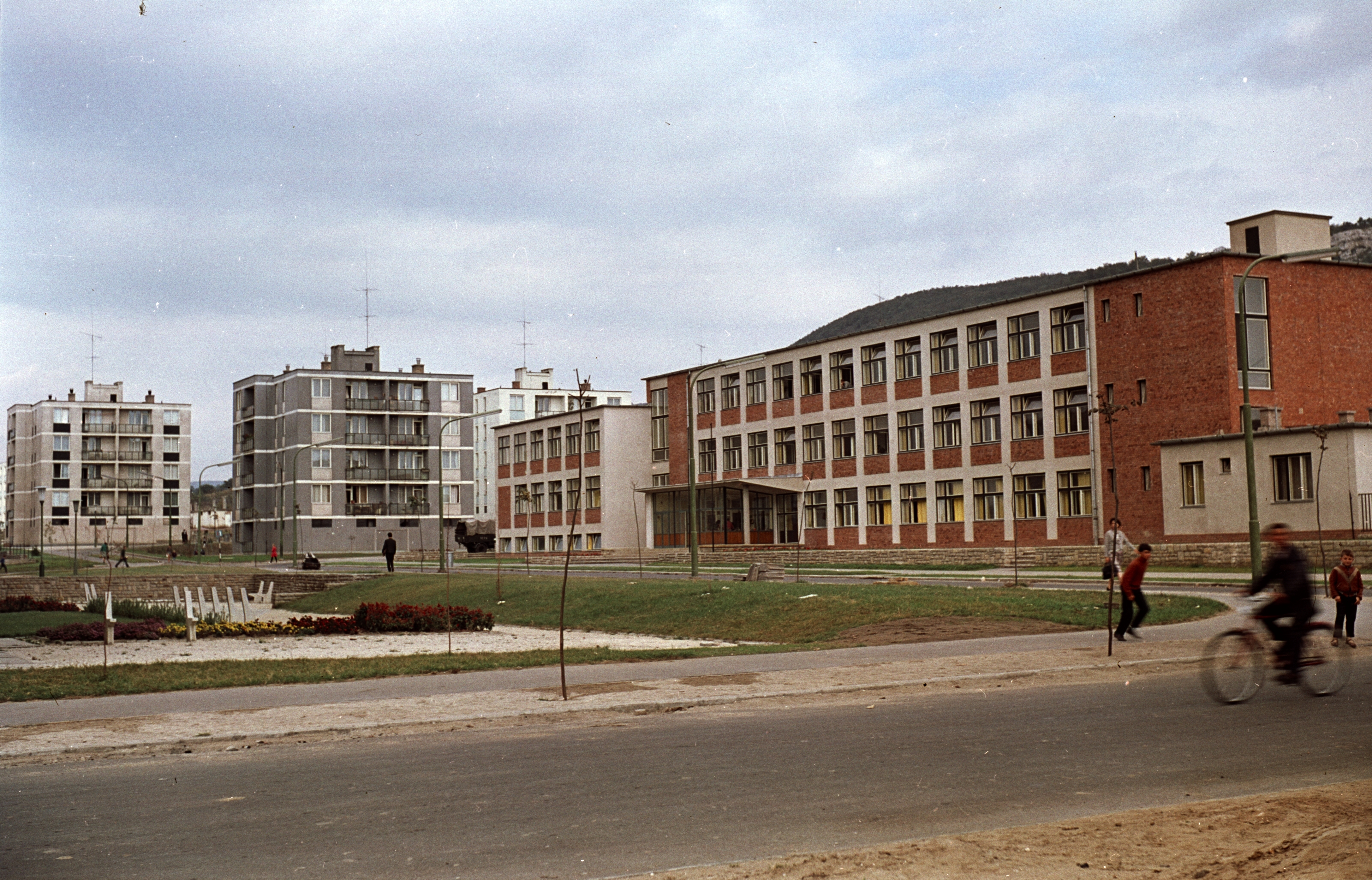
Béla király körút, Arany János Általános Iskola (ma Edutus Főiskola). Fortepan 21500

Az Edutus Egyetem jogelődje a Modern Üzleti Tudományok Főiskolája 1992-ben alakult Tatabányán, alapvetően üzleti képzésekre szakosodva az első magánfőiskolaként Magyarországon. Több mint húsz éves fennállása alatt számos jelentős változáson ment keresztül: az eredendően tatabányai főiskola egy budapesti, majd később határon túli, székelyudvarhelyi tagozattal bővült. 2017-től elindult a képzés a Sümegi Közösségi Felsőoktatási Képzési Központban, 2018-tól pedig megkezdődik az oktatás a Főiskola Civitas Sapiens Központjában Tatán. 2017 végén a Főiskola teljesítette az "alkalmazott tudományok egyeteme" minősítés kritériumait, így várhatóan 2018-tól Edutus Egyetem néven működik tovább.
Tatabányán az üzleti szakok mellett elindult a műszaki képzés. Az európai szinten is elismert felszereltséggel rendelkező lézergép biztosítja a nemzetközi színvonalú oktatást-kutatást és a technológia piacképes gyakorlati alkalmazását. 2011-ben a Harsányi János Főiskola csatlakozásával a méltán elismert, több szempontból is piacvezető turizmus-vendéglátás képzési területtel egészült ki a kínálatunk. Ennek révén társult tagjai lettünk a turizmus első számú világszervezetének, a madridi székhelyű Turisztikai Világszervezetnek (UNWTO) egyedüli magyarországi felsőoktatási intézményként. Azóta az UNWTO beválasztotta az Edutus Főiskolát a turizmus világméretű oktatási hálózatába (Knowledge Network).
Az Edutus Egyetem nemcsak méreteinél fogva emberközeli egyetem, a hallgatók személyes kapcsolatba kerülnek az oktatóval, valamint speciális programmal segítik a sportoló hallgatók és a fogyatékkal élők tanulmányait. Magánegyetemként kínálatunkban szerepel a ledolgozható tandíj, a webes oktatás és a külföldi részképzés is.
WEBINÁRIUM – ONLINE TANANYAGELÉRÉS: A technológia célja, hogy lehetőséget adjon a video-konferencia rendszeren keresztüli távoli oktatásra, ezzel segítve az órán megjelenni nem tudó hallgatókat a felkészülésben.
PEGAZUS PROGRAM – LEDOLGOZHATÓ TANDÍJ: A programba beiratkozók részére az intézmény iskolaszövetkezete saját kapcsolatrendeszén keresztül munkavégzést biztosít, valamint a Főiskolával partneri viszonyban álló vállalkozásokhoz munkaerőt közvetít. Munkájukért a hallgatók bért kapnak, amelyből tanulmányaikat finanszírozhatják olymódon, hogy kamatmentes fizetési haladékot biztosítunk a költségtérítés megfizetése tekintetében.
SPORTOLÓI PROGRAM – EGYÉNI TANREND: A sportot és tanulást egymás mellett végző (él)sportolóknak ajánljuk. A programban a következőket biztosítjuk a sportolóknak: kedvezményes tan-és vizsgarend, mentorálás és segítő tutor, e-tananyagok, webináriumi oktatás.

## Képzési jegyzék

### Gazdálkodástudományi képzések
- Alapképzések:
  - Gazdálkodási és menedzsment (Budapest, Tatabánya, Sümeg, Tata)
  - Kereskedelem és marketing (Budapest, Tatabánya)
  - Nemzetközi gazdálkodás (Budapest, Tatabánya)
  - Turizmus-vendéglátás (Budapest)
- Mesterképzés:
  - Marketing
  - Ellátásilánc-menedzsment
- Felsőoktatási szakképzések:
  - Gazdálkodási és menedzsment
  - Kereskedelem és marketing
  - Turizmus-vendéglátás

### Műszaki képzések
- Alapképzések:
  - Műszaki menedzser (Tatabánya)
  - Mechatronikai mérnöki (Tatabánya)
- Mesterképzések:
  - Műszaki menedzser (Tatabánya)
- Felsőoktatási szakképzések:
  - Műszaki (Tatabánya)

### Szakirányú továbbképzések – diplomával rendelkezők számára
- Online marketing
- Kulturális menedzser
- SSC specialista (ÚJ képzés)
- Létesítménygazdálkodó (Facility manager)
- Természeti és kulturális örökség menedzser
- Ipari park menedzser
- Üzletfejlesztési menedzser
- Piackutatás gyakorlata
- Desztináció menedzsment
- Bor- és gasztroturizmus menedzser
- Rendezvény menedzsment
- Közép-európai turizmus menedzser
- CRM menedzser – ügyfélkapcsolati vezető
- Határon átnyúló fejlesztési szakreferens
- Alkalmazott lézertechnológiai szakember/szakmérnök

## Szervezeti felépítés

### Képzési helyek
- Tatabánya
- Budapest
- Székelyudvarhely
- Sümeg
- Tata

### Tanszékek
- Gazdálkodástudományi Tanszék
- Közgazdasági és Módszertani Alapozó Tanszék
- Nyelvi és Kommunikációs Tanszék
- Turizmus Tanszék
- Műszaki Intézet

### Egyéb intézetek
- Kredit Iroda
- Tanulmányi Osztály
- Nemzetközi Iroda
- Edutus Felnőttképzési Akadémia

## Nemzetközi kapcsolatok
- Aaleni Főiskola (Németország) – 1994-től
- Athlone Institute of Technology (Írország) – 1999-től
- Kokkolai Főiskola (Finnország) – 1999-től
- Kortrijki Főiskola (Belgium) – 2008-tól
- Christelijke Agrarische Hogeschole (Dronten University of Applied Sciences, Hollandia) – 2009-től

## Rektor(ok)
- 2017 – Némethné Dr. Gál Andrea
- 2013 – 2017 Dr. Jandala Csilla
- 2011 – 2013 Dr. Bartók István
- 2010 – 2011 Prof. Dr. Hajtó János
- 1992 – 2010 Dr. Kandikó József

## Az iskola növendékei voltak
- Domak Róbert – Nores Plastics LTD alapítója és tulajdonos (Észtország) <www.nores.ee>
- Bengyel Ádám – Six Sigma & Lean tanácsadó a Swatsigma Kft. tulajdonosa <www.swatsigma.com>
- Körtvélyesi Árpád BNP Paribas